# Hybophorellus injucundus
Hybophorellus injucundus är en stekelart som först beskrevs av Wesmael 1854.  Hybophorellus injucundus ingår i släktet Hybophorellus och familjen brokparasitsteklar. Arten är reproducerande i Sverige.

## Underarter
Arten delas in i följande underarter:
- H. i. nearcticus
- H. i. montecapitis